# Schwanden (Glarus)
Schwanden is een plaats en voormalige gemeente in het Zwitserse kanton Glarus, en maakt sinds 1 januari 2011 deel uit van de gemeente Glarus Süd.
Schwanden is het grootste dorp in het achterland van Glarus. Het industrieplaatsje is in de winter nevelvrij en is gesitueerd op de plek waar de riviertjes de Linth en de Sernf samenkomen.
In Schwanden is de elektronicafabrikant THERMA (nu Electrolux Schwanden AG) en de brouwerij Adler gevestigd.
Schwanden is een startpunt voor wandelingen in de zomer en in de winter voor skitouren.
Schwanden is de geboorteplaats van Burkat Shudi (1702-1773), een naar Engeland geëmigeerde klavecimbelbouwer: Joseph Haydn bezat een instrument van hem. In Schwanden stierf in 1946 Marie Villinger, die een leidinggevende rol had binnen de Zwitserse vakbond.

## Verkeer en vervoer

### Spoorwegen
Schwanden heeft een station, station Schwanden, aan de spoorlijn Ziegelbrücke - Linfhal.

## Geboren
- Didi Blumer (1883-1973), maatschappelijk werkster

## Overleden
- Didi Blumer (1883-1973), maatschappelijk werkster
- Marie Büsser-Villinger (1860-1946), vakbondsbestuurster